# 이계우
이계우(李繼祐, 1573년~1645년)는 조선의 화가이다. 호는 휴휴당(休休堂), 휴당(休堂), 휴옹(休翁)이다. 특히 포도 그리기에 능하였다. 대표작으로 〈월야 포도도〉가 있다.